# Friedrich Otto Gustav Quedenfeldt
Friedrich Otto Gustav Quedenfeldt (Grudziądz, 14 giugno 1817 – Berlino, 20 dicembre 1891) è stato un entomologo tedesco.
Era generale maggiore nell'esercito prussiano. Suo figlio Max jun. Quedenfeldt (13 giugno 1851, Glogau - 18 settembre 1891, Berlino), tenente nell'esercito prussiano, era un commerciante di insetti che effettuò spedizioni di raccolta in Marocco (1880, 1883 e 1885/86), Algeria (1884), Isole Canarie (1887), Tripoli e Tunisia (1888/89) e Anatolia (Kleinasien) (1891).

## Opere
- Quedenfeldt G., 1883 Kurzer Bericht über die Ergebnisse der Reisen des H. Major a.D.v. Mechow in Angola und am Quango-Strom, nebst Aufzählung der hierbei gesammelten Longicornien.Berl. ent. Zs., 26, 2 : 317-362, 1 pl.
- Quedenfeldt G., 1883 Beschreibung von vier africanischen Longicornen.Berl. ent. Zs., 27, 1 : 143-146, 1 pl.
- Quedenfeldt G., 1883 Verzeichniss der von hern Stabsarzt Dr. Falkenstein in Chinchoxo (Westafrika, nördlich der Congomündungen) gesammelten Longicornen des Berliner Königl. Museums.Berl. ent. Zs., 27, 1 : 131-142, 1 pl
- Quedenfeldt M. 1884 Ueber einige für die Mark Brandenburg neue oder bisher in derselben selten beobachtete Käfer. Berlin. Ent. Z., Berlin, 28, str. 137–142.
- Quedenfeldt G., 1885 Cerambycidarum Africae species novae J. Sc. Lisboa, 10 : 240-247
- Quedenfeldt G., 1888 Beiträge zur Kenntniss der Koleopteren-Fauna von Central-Afrika nach den Ergebnissen der Lieutenant Wissman'schen Kassai-Expedition 1883 bis 1886 Berl. ent. Zs., 32 : 155-219

La collezione Quedenfeldt di coleotteri esotici fu venduta a René Oberthür ed è ora al Muséum national d'Histoire naturelle di Parigi. La collezione di coleotteri paleartici è stata donata all'Istituto zoologico dell'Università di Berlino ed è ora ospitata nel Museum für Naturkunde di Berlino.